# Mattia Perin
Pour les articles homonymes, voir Perin.
Mattia Perin, né le 10 novembre 1992 à Latina en Italie, est un footballeur international italien évoluant au poste de gardien de but à la Juventus FC. 
Lors de la Coupe du monde 2014, il est convoqué par Cesare Prandelli dans la liste des 23 joueurs italiens retenus pour le Mondial, mais il n'entre pas en jeu.

## Biographie

### En club
Formé à l'AS Pro Cisterna et à l'AC Pistoiese, Mattia Perin signe au Genoa CFC à 15 ans. Avec la formation ligure il remporte le championnat primavera, victoire 2-1 face à l'Empoli FC, et la supercoupe primavera, victoire 5-0 face à l'AC Milan, en 2010[réf. nécessaire].
Il débute en Serie A à 18 ans en étant titularisé le 22 mai 2011 lors de la dernière journée de championnat face à l'AC Cesena (victoire 3-2).
Le gardien de but est prêté le 8 juillet 2011 au Calcio Padoue en Serie B. Il y fait ses débuts le 1er octobre 2011 face à l'Empoli FC lors de la 7e journée de championnat (victoire 2-4). Il participe à 25 matches et est élu meilleur gardien de Serie B de la saison.
Le 30 juillet 2012, Mattia Perin est prêté au Delfino Pescara 1936 par le Genoa CFC. Il y fait ses débuts le 18 août 2012 en coupe d'Italie face au Carpi FC (victoire 1-0). La semaine suivante, il est titularisé face à l'Inter Milan lors de la première journée de championnat (défaite 0-3). Lors de la deuxième journée, face au Torino FC, il arrête un penalty tiré par le capitaine turinois Rolando Bianchi (défaite 3-0). Le 23 septembre 2012, il écope du premier carton rouge de sa carrière face au Bologne FC (match nul 1-1). Le 29 novembre 2012, il est sélectionné par Calciomercato dans l'équipe des 11 meilleurs jeunes de Serie A.
Présenté par la presse comme le successeur de Gianluigi Buffon, durant l'automne 2012 il est fait état de l'intérêt de l'AC Milan, de Manchester City et de l'AS Rome pour le jeune gardien de but,.
Le 6 janvier 2013, Mattia Perin réalise 15 arrêts face à la Fiorentina ce qui constitue le record de la saison en Serie A pour un gardien, cela permet à son équipe de remporter le match sur le score de 0 à 2 et d'infliger ainsi sa première défaite à domicile à l'équipe florentine.
Le 8 juin 2018, Mattia Perin s'engage pour 4 ans avec la Juventus FC pour 12 millions d'euros (+3 millions d'euros de bonus). Il dispute son premier match avec la Veille Dame le 26 septembre 2018, face au Bologne FC, lors d'un match de Serie A 2018-2019 (victoire 2-0 à l'Allianz Stadium).
Le 4 septembre 2020, il est prêté pour la saison 2020-2021 au Genoa CFC.
Remplaçant de Wojciech Szczęsny depuis son arrivée à la Juve, il prolonge en avril 2022, son contrat jusqu'en juin 2025 avec les Bianconeri.

### En sélection
Mattia Perin fait partie de toutes les sélections de jeunes italiennes[réf. nécessaire]. Avec les moins de 17 ans il participe notamment en 2009 à l'Euro des moins de 17 ans, échouant en demi-finale face à l'Allemagne (défaite 2-0), et à la coupe du monde des moins de 17 ans, échouant en quart-de-finale face à la Suisse (défaite 2-1).
De 2010 à 2011 il représente l'équipe d'Italie des moins de 19 ans pour un total de six matchs joués.
Le 28 août 2009, il est convoqué pour la première fois en équipe d'Italie espoirs par Pierluigi Casiraghi en vue des matches face au pays de Galles et au Luxembourg comptant pour les éliminatoires à l'Euro espoirs 2011, mais il n'entre pas en jeu. Le 11 août 2010, il débute en équipe d'Italie espoirs lors d'un match amical face au Danemark en remplaçant Vito Mannone à la 80e minute de jeu (match nul 2-2).
Le 10 août 2012, il est appelé en équipe d'Italie par Cesare Prandelli afin d'affronter l'Angleterre le 15 août 2012, mais il n'entre pas en jeu (défaite 1-2).

### Blessures successives
Les blessures n'ont pas laissé le jeune talent exceller dans le monde du football italien. Tout a commencé le 2 avril 2015 avec une blessure mineure demandant 14 jours de repos. Et juste après 5 jours du renouvellement de son contrat avec le Genoa CFC, le 8 juin 2015, il s'est blessé à l'épaule et est resté indisponible pendant 129 jours. Pendant la même saison 2015-2016, exactement le 11 avril 2016, Mattia Perin a subi une rupture du ligament croisé nécessitant une autre fois 129 jours de repos. Et lorsqu'on a cru qu'il s'est stabilisé pendant la saison suivante, celle du 2016-2017 avec une belle demi-saison, le 8 janvier 2017, le gardien malheureux a blessé son genou une autre fois avec une rupture du ligament croisé et son retour est prévu le 30 juin 2017.

## Palmarès

### Collectif
Genoa CFC
- Championnat Primavera
  - Vainqueur : 2010.
- Supercoupe Primavera
  - Vainqueur : 2010.

### Distinction individuelle
- Élu meilleur gardien de Serie B en 2012.

## Statistiques
| Saison                | Club                   | Championnat           | Championnat | Championnat | Coupe(s) nationale(s) | Coupe(s) nationale(s) | Compétition(s) continentale(s) | Compétition(s) continentale(s) | Compétition(s) continentale(s) | Italie | Italie | Total | Total |
| Saison                | Club                   | Division              | M.          | B.          | M.                    | B.                    | Comp.                          | M.                             | B.                             | M.     | B.     | M.    | B.    |
| 2010-2011             | Genoa CFC              | Serie A               | 1           | 0           | -                     | -                     | -                              | -                              | -                              | -      | -      | 1     | 0     |
| 2013-2014             | Genoa CFC              | Serie A               | 37          | 0           | 1                     | 0                     | -                              | -                              | -                              | -      | -      | 38    | 0     |
| 2014-2015             | Genoa CFC              | Serie A               | 32          | 0           | 1                     | 0                     | -                              | -                              | -                              | 1      | 0      | 34    | 0     |
| 2015-2016             | Genoa CFC              | Serie A               | 25          | 0           | -                     | -                     | -                              | -                              | -                              | -      | -      | 25    | 0     |
| 2016-2017             | Genoa CFC              | Serie A               | 16          | 0           | -                     | -                     | -                              | -                              | -                              | -      | -      | 16    | 0     |
| 2017-2018             | Genoa CFC              | Serie A               | 37          | 0           | 1                     | 0                     | -                              | -                              | -                              | 1      | 0      | 39    | 0     |
| 2019-2020             | Genoa CFC (prêt)       | Serie A               | 21          | 0           | 0                     | 0                     | -                              | -                              | -                              | 0      | 0      | 21    | 0     |
| 2020-2021             | Genoa CFC (prêt)       | Serie A               | 32          | 0           | 0                     | 0                     | -                              | -                              | -                              | 0      | 0      | 32    | 0     |
| Sous-total            | Sous-total             | Sous-total            | 201         | 0           | 4                     | 0                     | -                              | -                              | -                              | 2      | 0      | 207   | 0     |
| 2011-2012             | Calcio Padoue (prêt)   | Serie B               | 25          | 0           | -                     | -                     | -                              | -                              | -                              | -      | -      | 25    | 0     |
| 2012-2013             | Delfino Pescara (prêt) | Serie A               | 29          | 0           | 1                     | 0                     | -                              | -                              | -                              | -      | -      | 30    | 0     |
| Sous-total            | Sous-total             | Sous-total            | 54          | 0           | 1                     | 0                     | -                              | -                              | -                              | 0      | 0      | 55    | 0     |
| 2018-2019             | Juventus FC            | Serie A               | 9           | 0           | -                     | -                     | C1                             | -                              | -                              | -      | -      | 9     | 0     |
| 2021-2022             | Juventus FC            | Serie A               | 5           | 0           | 5                     | 0                     | C1                             | 1                              | 0                              | -      | -      | 11    | 0     |
| 2022-2023             | Juventus FC            | Serie A               | 11          | 0           | 4                     | 0                     | C1+C3                          | 2+1                            | 0+0                            | -      | -      | 18    | 0     |
| 2023-2024             | Juventus FC            | Serie A               | 3           | 0           | 5                     | 0                     | -                              | -                              | -                              | -      | -      | 8     | 0     |
| 2024-2025             | Juventus FC            | Serie A               | 5           | 0           | 1                     | 0                     | C1                             | 3                              | 0                              | -      | -      | 9     | 0     |
| Sous-total            | Sous-total             | Sous-total            | 33          | 0           | 15                    | 0                     | -                              | 6                              | 0                              | 0      | 0      | 54    | 0     |
| Total sur la carrière | Total sur la carrière  | Total sur la carrière | 288         | 0           | 19                    | 0                     | -                              | 7                              | 0                              | 2      | 0      | 316   | 0     |